# ميكي برينان
ميكي برينان (بالإنجليزية: Micky Brennan)‏ (17 مايو 1952 في المملكة المتحدة - ) هو لاعب كرة قدم بريطاني في مركز الهجوم. لعب مع ستوكبورت كونتي وماكليسفيلد تاون ومانشستر سيتي ونادي روتشديل.